# Stronger Than Before
Az Stronger Than Before Olivia Newton-John 2005-ben megjelent studióalbuma, mely Ausztráliában a 26. helyezésig jutott.

## Az album dalai
- Stronger Than Before
- When You Believe
- Phenomenal Woman
- Under The Skin
- Pass It On
- That's All I Know For Sure
- When I Needed You
- Can I Trust Your Arms
- Don't Stop Believin'  - bossa nova version
- Serenity

## Kiadások
- USA: Hallmark 995PR3659
- AU CD: Warner 5101128912
- Japán CD: Universal UICY-1333

## Videoajánló
http://www.videosurf.com/video/olivia-newton-john-stronger-than-before-1334761217%5B%5D Stronger Than Before dal az Olivia Newton-John: Live at the Sydney Opera House koncerten 